# Mary Curtis Richardson
Mary Curtis Richardson (Nova Iorque, 9 de abril de 1848 - São Francisco, 1 de novembro de 1931) foi uma sufragista, xilogravurista e pintora impressionista, conhecida como a "Mary Cassatt do Oeste".

## Biografia
Nascida a 9 de abril de 1848 em Nova Iorque, Estados Unidos, Mary Curtis Richardson era filha de Lucien Curtis, xilogravurista profissional. Um ano após o seu nascimento, o seu pai partiu para a Califórnia, durante a febre do ouro, sendo seguido em 1850 pela sua esposa e suas duas filhas, Mary e Leila, que se estabeleceram em São Francisco.
Ensinada a desenhar, pintar e a gravar em madeira pelo seu pai, aos 18 anos, Mary regressou à sua cidade natal, onde frequentou a Cooper Union durante dois anos. Após completar os seus estudos regressou a São Francisco, fundou o primeiro atelier de xilogravura gerido por mulheres na cidade, com a sua irmã Leila Curtis, tornando-se posteriormente na Women's Printing Union, e em 1869, então com 21 anos, casou-se com Thomas Richardson (m. 1913), emigrante canadiano e empresário madeireiro, passando a residir em Oakland, apesar do seu estúdio permanecer em São Francisco. Em 1874 ingressou na California School of Design e começou a realizar algumas obras de pintura, sem no entanto desenvolver a sua arte a tempo inteiro.

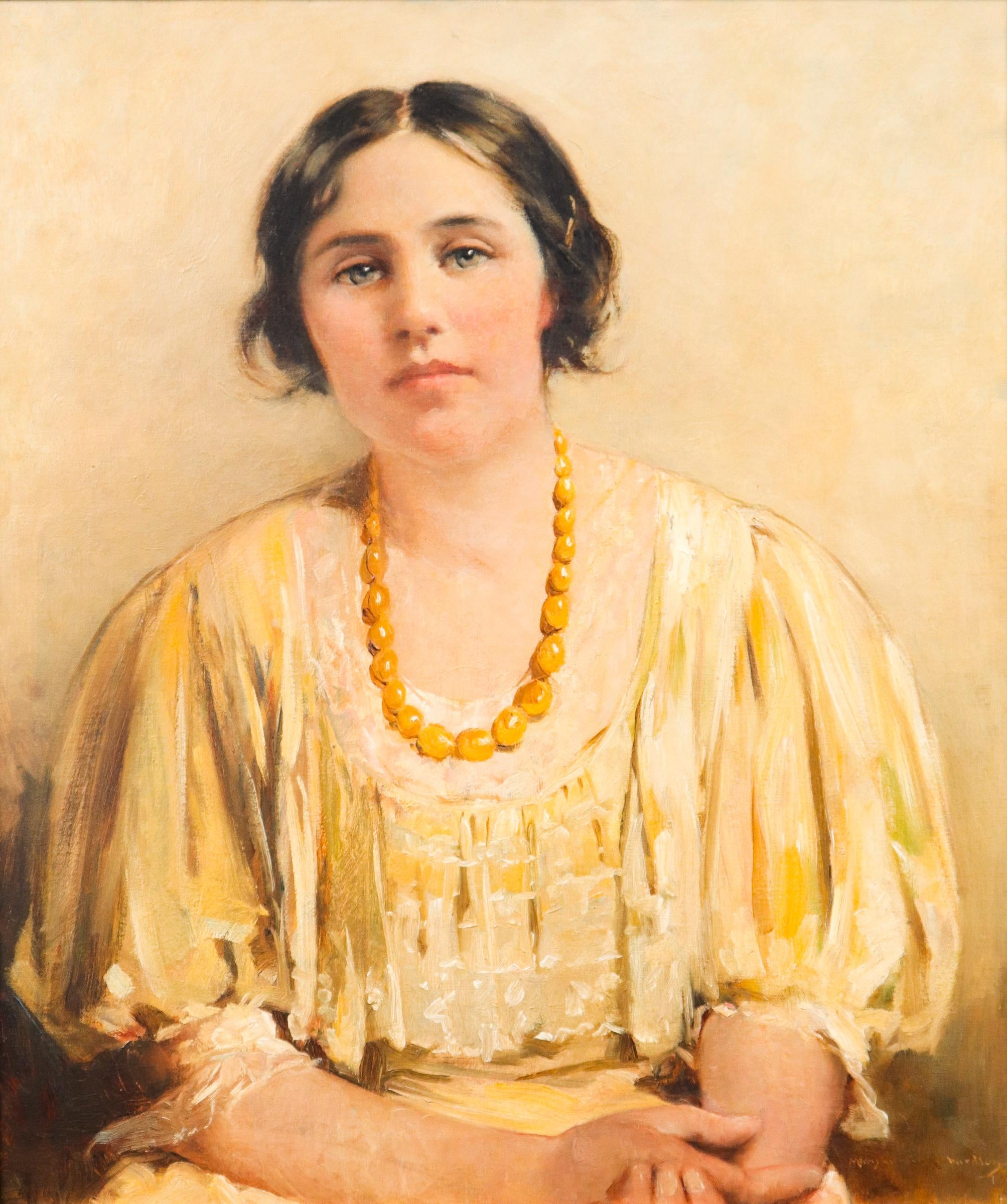
Retrato de Mulher em Amarelo da autoria de Mary Curtis Richardson

Focada numa nova fase da sua vida e influenciada pelo movimento impressionista e pela obra de James Whistler, partiu novamente para Nova Iorque, onde estudou com William Sartain na Art Students League e venceu o Prémio Norman Dodge da National Academy of Design pela melhor obra de pintura realizada por uma mulher artista nos Estados Unidos em 1887. Poucos anos depois, Mary Curtis Richardson tornou-se membro do Worcester Group, o qual se encontrava periodicamente para socializar e discutir obras e movimentos artísticos, sobre a liderança do reverendo e arquiteto amador Joseph Worcester, que a incentivou a continuar a pintar profissionalmente. Pertenciam ao grupo os artistas William Keith e Bruce Porter, os arquitetos Willis Polk, Ernest Coxhead, John Galen Howard, Charles Keeler e o escritor Gelett Burgess.
Apesar de ter criado inicialmente paisagens, de regresso à costa Oeste, onde adquiriu uma casa em Russian Hill e abriu o seu atelier de pintura, destacou-se pelos seus retratos em algumas exposições realizadas pela San Francisco Art Association entre 1895 e 1901, atraindo a atenção de mecenas, que lhe encomendaram várias obras. Devido ao sucesso das suas exposições, recebeu o nome de "Mary Cassatt do Oeste".
Reconhecida sobretudo pelas obras de temática maternal, uma das suas pinturas mais elogiadas, "The Sleeping Child" (A Criança Adormecida), foi adquirida pela Legião de Honra e "The Young Mother" (A Jovem Mãe) ganhou uma medalha de prata na Exposição Internacional Panamá-Pacífico (1915). Nas obras encomendadas, retratou David Starr Jordan (primeiro presidente da Universidade de Stanford), Susan Tolman Mills (co-fundadora do Mills College), F. V. Paget, professor de idiomas na Universidade da Califórnia, e Mary Blanche Hubbard, esposa de Cyrus Hayden Hubbard, mayor de Sacramento, entre outros.
Mary Curtis Richardson morreu a 1 de novembro de 1931 na sua casa, onde possuía o seu estúdio, em Russian Hill, São Francisco.

## Obras – lista parcial
- Stephen Leach
- Woman in Green
- David Atkins
- Lloyd Tevis
- The Dunes, Carmel
- Child and Kitten
- Child Reading
- Children with Donkey
- Children Hand in Hand
- Studies of a Baby
- Chapel Bells of Camulos - Ramona's House
- Robert Daniel Byrne
- Sarah Esther Chase Bourn